# Pedro Ocón de Oro
Pedro Ocón de Oro   (Madrid, 1932 - Madrid, 27 de juny de 1999) va ser un periodista madrileny, creador i inventor de nombrosos passatemps, més de 600.000, en llengua espanyola, publicats en llibres i diaris. Va treballar al diari Ya i al diari ABC. Va inventar entreteniments, com ara, l'oconograma, els mots encreuats blancs o la sopa de lletres. Entre les seves creacions destaca la seva nombrosa col·lecció de jeroglífics.